# Ratten (Steiermark)
Ratten is een gemeente in de Oostenrijkse deelstaat Stiermarken, en maakt deel uit van het district Weiz.
Ratten telt 1217 inwoners.
In Ratten bevindt zich het Blasmusikmuseum over blaasmuziek en het Bergbaumuseum over mijnbouw.
Albersdorf-Prebuch
· Anger
· Birkfeld
· Fischbach
· Fladnitz an der Teichalm
· Floing
· Gasen
· Gersdorf an der Feistritz
· Gleisdorf
· Gutenberg
· Hofstätten an der Raab
· Ilztal
· Ludersdorf-Wilfersdorf
· Markt Hartmannsdorf
· Miesenbach bei Birkfeld
· Mitterdorf an der Raab
· Mortantsch
· Naas
· Passail
· Pischelsdorf am Kulm
· Puch bei Weiz
· Ratten
· Rettenegg
· Sankt Kathrein am Hauenstein
· Sankt Kathrein am Offenegg
· Sankt Margarethen an der Raab
· Sankt Ruprecht an der Raab
· Sinabelkirchen
· Strallegg
· Thannhausen
· Weiz
- Gemeinsame Normdatei: 2126801-0
- Library of Congress Control Number: n78058696
- Nationale Bibliotheek van Israël: 987007547829305171
- Virtual International Authority File: 123135971
- WorldCat: E39PBJbGTV9W3JkPTjhGPqKrv3